# Code BBCH du théier
Le code BBCH du théier identifie les stades de développement phénologiques du théier (Camellia sinensis).  C'est une version spécifique pour cette espèce du code BBCH.
Pour les théiers, le code BBCH n'est pas unanimement établi. L'observation et les besoins de la théiculture permet de construire en première approche cette version de code BBCH pour les théiers. Il est proposé dans l'ouvrage "Théiers, Théieraies, Feuilles de Thés"

| Stade de développement                                  | Code       | Code       | Description |
| Stade de développement                                  | 2 chiffres | 3 chiffres | Description |
| ------------------------------------------------------- | ---------- | ---------- | --- |
| 0 : Germination, levée, développement des bourgeons     | 00         | 000        | Banjhi, le bourgeon foliaire est en arrêt de croissance ou dormant Graines dormantes. Bouture juste prélevée.                                                                              |
| 0 : Germination, levée, développement des bourgeons     | 01         | 001        | Débourrement du bourgeon foliaire clairement visible, les cataphylles s'allongent Graines, Début de l'imbibition Boutures, cicatrisation. Moment de l'application d'hormones               |
| 0 : Germination, levée, développement des bourgeons     | 02         | 002        | Graines, petit renflement visible sur la graine Bouture, Formation du cal |
| 0 : Germination, levée, développement des bourgeons     | 03         | 003        | Fin du débourrement, les cataphylles ont fini de s'allonger, les feuilles ne sont pas visibles Graines, Imbibition achevée, le tégument est fendu                                          |
| 0 : Germination, levée, développement des bourgeons     | 05         | 005        | Début de l'ouverture, les extrémités des cataphylles commencent à se séparer Graines et Boutures, Émergence de la radicule                                                                 |
| 0 : Germination, levée, développement des bourgeons     | 06         | 006        | Graines et Boutures, Élongation de la radicule, apparition des poils absorbants |
| 0 : Germination, levée, développement des bourgeons     | 07         | 007        | Bourgeon mi ouvert, l’extrémité des feuilles vertes est visible Graines, Émergence de l'épicotyle                                                                                          |
| 0 : Germination, levée, développement des bourgeons     | 08         | 008        | Graines, l'épicotyle a de très petites pré-feuilles |
| 0 : Germination, levée, développement des bourgeons     | 09         | 009        | Les extrémités des feuilles vertes dépassent les cataphylles de quelques mm Graines et Boutures, Amorce des vraies feuilles                                                                |
| 1 : Développement des feuilles                          | 11         | 101        | Feuilles émergeant complètement des cataphylles juste avant leur déroulement |
| 1 : Développement des feuilles                          | 12         | 102        | Feuille ayant commencé son déroulement |
| 1 : Développement des feuilles                          | 13         | 103        | Feuille ayant fini son déroulement mais n'ayant pas commencé à grandir |
| 1 : Développement des feuilles                          | 15         | 105        | Feuille à 50 % de sa taille finale |
| 1 : Développement des feuilles                          | 19         | 109        | Feuille à sa taille finale |
| 1 : Développement des feuilles                          |            | 111        | La 1ᵉ feuille est totalement sortie du bourgeon juste avant son déroulement |
| 1 : Développement des feuilles                          |            | 112        | Début du déroulement de la 1ᵉ feuille. C'est la future feuille-mère |
| 1 : Développement des feuilles                          |            | 113        | La 1ᵉ feuille a fini son déroulement mais n'a pas commencé à grandir |
| 1 : Développement des feuilles                          |            | 115        | La 1ᵉ feuille a 50 % de sa taille définitive |
| 1 : Développement des feuilles                          |            | 119        | La 1ᵉ feuille a atteint sa taille finale, pousse mature |
| 1 : Développement des feuilles                          |            | 1nx        | Ainsi de suite pour la n feuille jusqu'à… |
| 1 : Développement des feuilles                          |            | 182        | Début du déroulement de la 8ᵉ et dernière feuille |
| 1 : Développement des feuilles                          |            | 184        | La 8ᵉ feuille a une taille <50 % de la taille de la feuille précédente |
| 1 : Développement des feuilles                          |            | 185        | La 8ᵉ feuille a 50 % de sa taille définitive |
| 1 : Développement des feuilles                          |            | 186        | La 8ᵉ feuille a une taille <60 % de la taille de la feuille précédente |
| 1 : Développement des feuilles                          |            | 187        | 8ᵉ feuille ouverte à >60 de la taille de la précédente |
| 1 : Développement des feuilles                          |            | 189        | La 8ᵉ feuille a sa taille définitive |
| 1 : Développement des feuilles                          |            | 199        | Toutes les feuilles sont matures, ayant atteint leur taille définitive |
| 2 : formation des pousses latérales                     | 20         | 200        | Bourgeons axillaires non développés |
| 2 : formation des pousses latérales                     | 22         | 202        | Initiation des pousses de 2ᵉ ordre |
| 2 : formation des pousses latérales                     | 23         | 203        | Initiation des pousses de 3ᵉ ordre |
| 2 : formation des pousses latérales                     |            | 221        | Initiation des pousses de 3ᵉ ordre |
| 2 : formation des pousses latérales                     |            | 223        | Bourgeon mature, les cataphylles du bourgeon 2ᵉ ordre ont leur taille maximum. Les feuilles ne sont pas visibles                                                                           |
| 2 : formation des pousses latérales                     |            | 225        | Ouverture de 2ᵉ ordre, les extrémités des cataphylles de 2ᵉ ordre commencent à se séparer                                                                                                  |
| 2 : formation des pousses latérales                     |            | 229        | Émergence de 2ᵉ ordre, les extrémités des feuilles dépassent les cataphylles de quelques mm                                                                                                |
| 2 : formation des pousses latérales                     |            | 2nx        | Pousse du nᵉ ordre… |
| 3 : Développement de la pousse                          | 31         | 301        | Début de la croissance, l’axe est visible entre les cataphylles |
| 3 : Développement de la pousse                          | 35         | 305        | La tige a 50 % de sa longueur finale |
| 3 : Développement de la pousse                          | 39         | 309        | La tige a sa longueur définitive |
| 4 : développement des organes de propagation végétative | 40         | 400        | La tige n'est pas lignifiée |
| 4 : développement des organes de propagation végétative | 41         | 401        | Début de la lignification |
| 4 : développement des organes de propagation végétative | 45         | 405        | La tige est semi‑lignifiée. Moment idéal pour prélever des boutures |
| 4 : développement des organes de propagation végétative | 49         | 409        | La tige est entièrement lignifiée |
| 5 : Apparition de l'inflorescence (cyme)                | 51         | 501        | Initiation florale, le bourgeon est visiblement devenu un bouton floral |
| 5 : Apparition de l'inflorescence (cyme)                | 52         | 502        | Bouton grossissant, le bouton a commencé à grossir, les sépales sont encore fermés |
| 5 : Apparition de l'inflorescence (cyme)                | 53         | 503        | Bouton mature, il a sa taille maximale et les sépales sont encore fermés |
| 5 : Apparition de l'inflorescence (cyme)                | 55         | 505        | Sépales écartés, leurs extrémités s'écartent juste, le bouton se colore légèrement |
| 5 : Apparition de l'inflorescence (cyme)                | 57         | 507        | Pétales fermés, les pétales sont écartés mais encore fermés, les externes ont une trace verte. Les organes internes de la fleur ne sont pas visibles                                       |
| 5 : Floraison, anthèse                                  | 62         | 602        | Pétales mi ouverts, les pétales sont écartés et encore recourbés. Aucune trace de vert. Les étamines et le pistil sont visibles                                                            |
| 5 : Floraison, anthèse                                  | 63         | 603        | Pétales ouverts, les pétales se sont desserrés et forment une coupe |
| 5 : Floraison, anthèse                                  | 64         | 604        | Calice ouvert, les pétales sont horizontaux. Début de l'anthèse, les étamines ont une couleur vive et les fleurs odorantes émettent le maximum de molécules, les stigmates sont jaune pâle |
| 5 : Floraison, anthèse                                  | 65         | 605        | Pleine floraison, pétales complètement ouverts avec les bords ourlés |
| 5 : Floraison, anthèse                                  | 67         | 607        | Fin de l'épanouissement, les pétales commencent à brunir et leurs marges s'enroulent |
| 5 : Floraison, anthèse                                  | 68         | 608        | Fin de floraison, les étamines sont brunâtres et sans parfum, c'est le lendemain de l'anthèse. Les pétales flétrissent, les anthères ne libèrent plus de pollen et se ratatinent           |
| 5 : Floraison, anthèse                                  | 69         | 609        | Chute de la corole, les étamines et les pétales sont tombés, les sépales persistent et enveloppent l'ovaire, le stigmate se fane et noircit                                                |
| 7 : Développement des fruits                            | 71         | 701        | Nouaison |
| 7 : Développement des fruits                            | 72         | 702        | Le fruit a 20 % de sa taille finale. Chute post‑floraison |
| 7 : Développement des fruits                            | 73         | 703        | Le fruit a 30 % de sa taille finale. Chute intermédiaire |
| 7 : Développement des fruits                            | 75         | 705        | Le fruit a 50 % de sa taille finale |
| 7 : Développement des fruits                            | 79         | 709        | Le fruit a atteint sa taille finale mais est encore vert. Chute pré‑maturité |
| 8 : Maturation des fruits et graines                    | 81         | 801        | Début de coloration, la couleur de la maturité spécifique au phénotype apparait |
| 8 : Maturation des fruits et graines                    | 88         | 808        | Maturité, le fruit est ouvert et les graines sont visibles |
| 8 : Maturation des fruits et graines                    | 89         | 809        | Dispersion, la capsule est complètement ouverte et les graines chutent au sol. Optimum du potentiel germinatif et de la teneur en huile                                                    |
| 9 : Dormance et sénescence                              | 91         | 901        | Fin de la croissance pour la saison de pousse. La plante ne fournit plus de nouvelles feuilles que les bourgeons soient en banjhi ou pas                                                   |
| 9 : Dormance et sénescence                              | 93         | 903        | Initiation de la 3ᵉ phase de croissance, début de la décoloration des feuilles de la 1ᵉ phase de croissance                                                                                |
| 9 : Dormance et sénescence                              | 94         | 904        | Début de la chute des feuilles de la 1ᵉ phase |
| 9 : Dormance et sénescence                              | 95         | 905        | Les feuilles de la 1ᵉ phase sont décolorées ou tombées à 50 % |
| 9 : Dormance et sénescence                              | 97         | 907        | Les feuilles de la 1ᵉ phase sont décolorées ou tombées |
| 9 : Dormance et sénescence                              | 99         | 909        | Produit après récolte |
| 9 : Dormance et sénescence                              |            | 991        | Récolte de feuilles |
| 9 : Dormance et sénescence                              |            | 993        | Récolte de pousses |
| 9 : Dormance et sénescence                              |            | 995        | Récolte de fleurs en boutons |
| 9 : Dormance et sénescence                              |            | 996        | Récolte de fleurs ouvertes |
| 9 : Dormance et sénescence                              |            | 998        | Récolte de graines |